# Jardín botánico de la Universidad de Upsala
El Jardín botánico de la Universidad de Uppsala (en sueco: Botaniska trädgården, Uppsala Universitet), es un jardín botánico de unas 13 hectáreas de extensión que se encuentra en Uppsala, Suecia. 
Este jardín botánico depende administrativamente de la Universidad de Uppsala. 
Es miembro del BGCI, participa en programas de la Agenda Internacional para la Conservación en los Jardines Botánicos.
El código de reconocimiento internacional del "Botaniska trädgården, Uppsala Universitet" como miembro del "Botanic Gardens Conservation Internacional" (BGCI), así como las siglas de su herbario es UPS.

## Localización
Botaniska trädgården, Uppsala universitet, Villavagen 8, Uppsala, Uppsala län S-752 36 Sverige-Suecia
Planos y vistas satelitales.59°51′9″N 17°37′45″E / 59.85250, 17.62917
El jardín botánico de la Universidad de Uppsala tiene a dos jardines botánicos satelitales :
El "Jardín botánico de Linneo en Uppsala" (Linnéträdgården), es jardín satélite del central, así como la "Linnaeus Hammarby"que se encuentra a 15 km. SE de Uppsala cerca de "Edeby", la residencia de verano de Linneo.
Se encuentra abierto al púbico en general.

## Historia

### El antiguo jardín académico

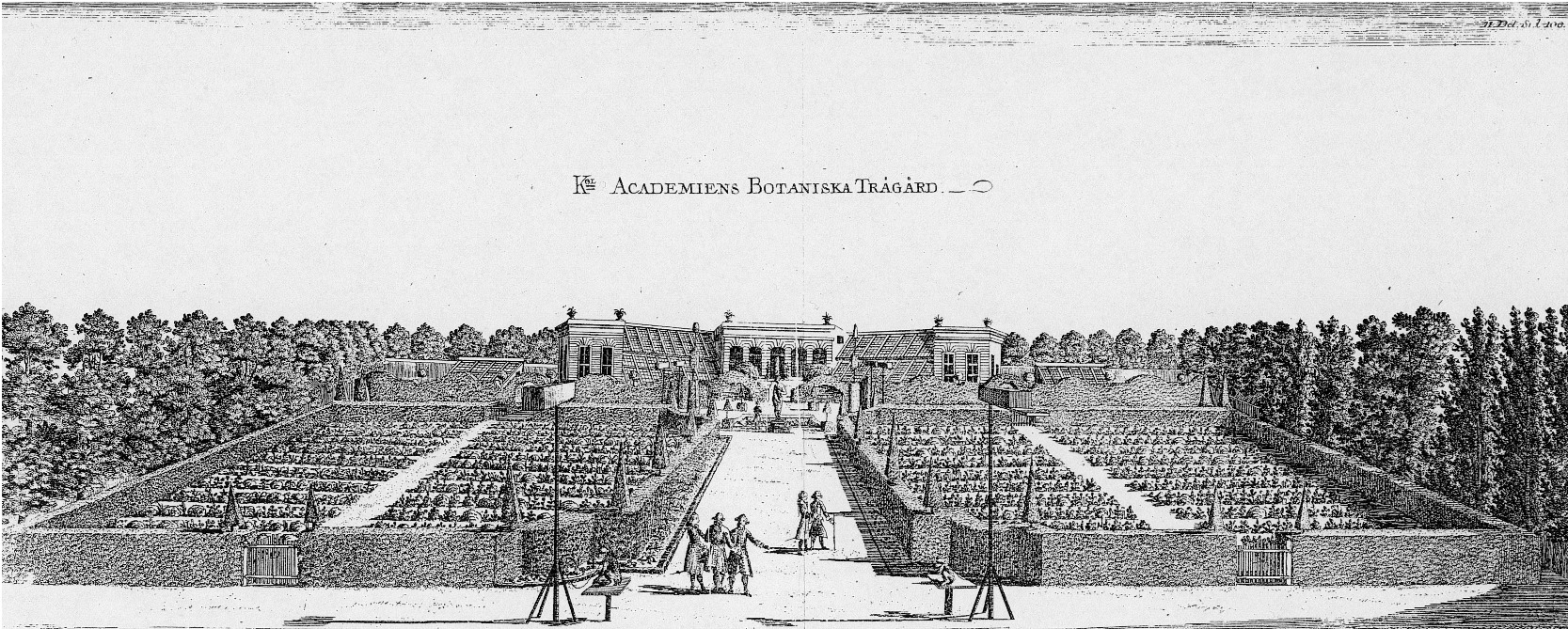
Los antiguos jardines académicos.

El jardín botánico de la Universidad de Uppsala es el jardín botánico más antiguo de Suecia. Fue fundado en 1655 por el antiguo profesor de medicina Olof Rudbeck. El jardín entonces estaba situado en el centro de Uppsala, cerca del río Fyrisån.
El jardín fue utilizado para enseñar a los estudiantes botánica y farmacia. Antes de fin de siglo, más de 1 800 especies fueron cultivadas en el jardín, muchas de ellas por primera vez en Suecia.

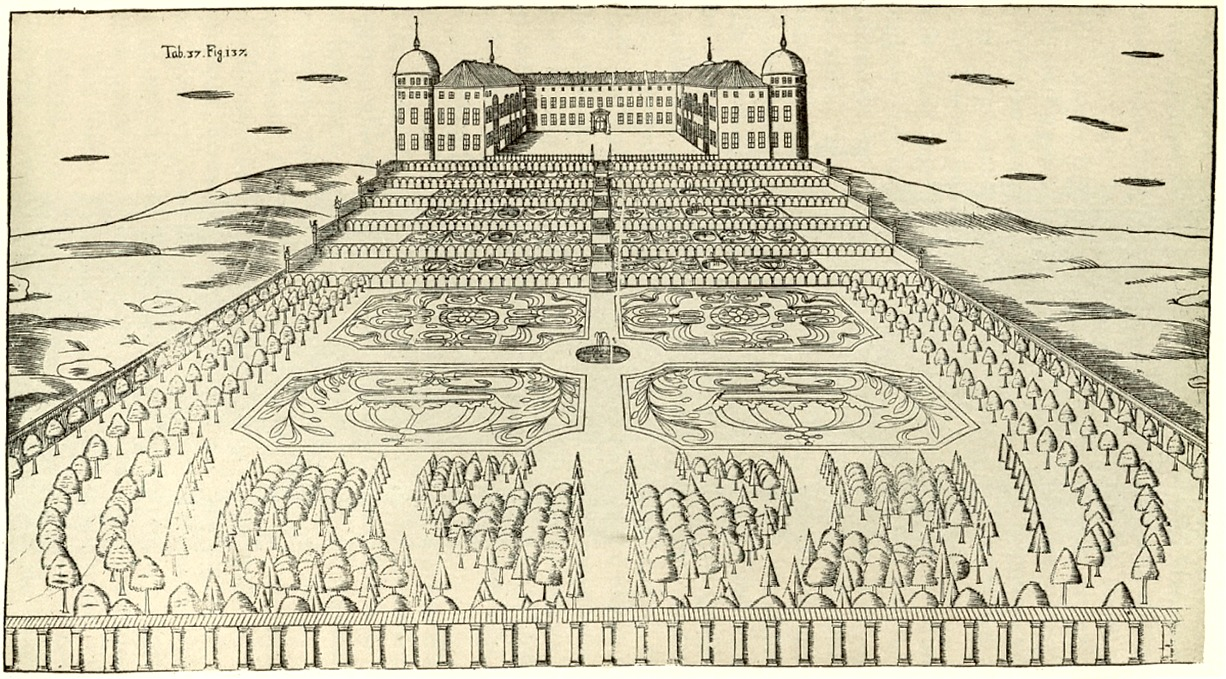
El castillo de Uppsala y los jardines en 1675.

El jardín botánico de Olof Rudbecks fue destruido en gran parte por un incendio en 1702. La universidad no podía permitirse en aquel momento el restaurarlo, y fue dejado abandonado por un período de 40 años. Linnaeus improved and rearranged it according to his own ideas, documenting his work in Hortus Uppsaliensis (1748).
En 1741, siendo Carlos Linneo profesor de medicina en la Universidad de Uppsala y responsable del jardín abandonado. Bajo su dirección, lo convirtió en uno de los jardines botánicos punteros de su tiempo. A través de contactos con científicos compañeros por todo el mundo, Linneo pudo recolectar miles de plantas extranjeras para cultivar. [cite]
La localización cerca del río Fyrisån era inadecuada para cultivar un huerto pues los terrenos eran muy cenagosos. Además, antes de fin de siglo XVIII el jardín se quedó pequeño y se necesitaba más espacio. 

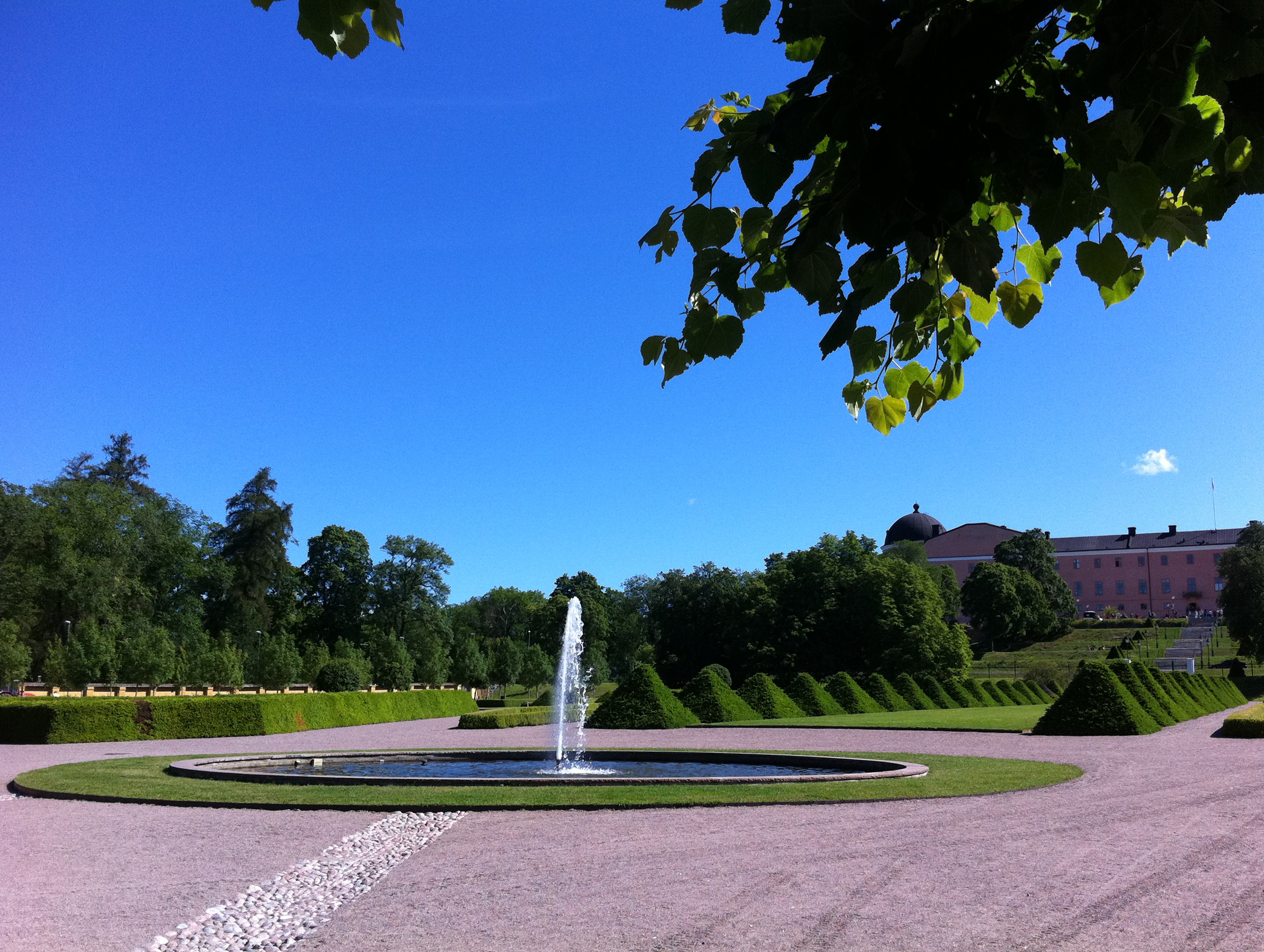
Sección barroca de los jardines con el castillo de Uppsala al fondo.

En 1787, Carl Peter Thunberg, discípulo de Linneo y sucesor, persuadió al rey Gustaf III de donar el jardín del castillo de Uppsala a la universidad, de modo que pudiera ser reacondicionado en un nuevo jardín botánico.

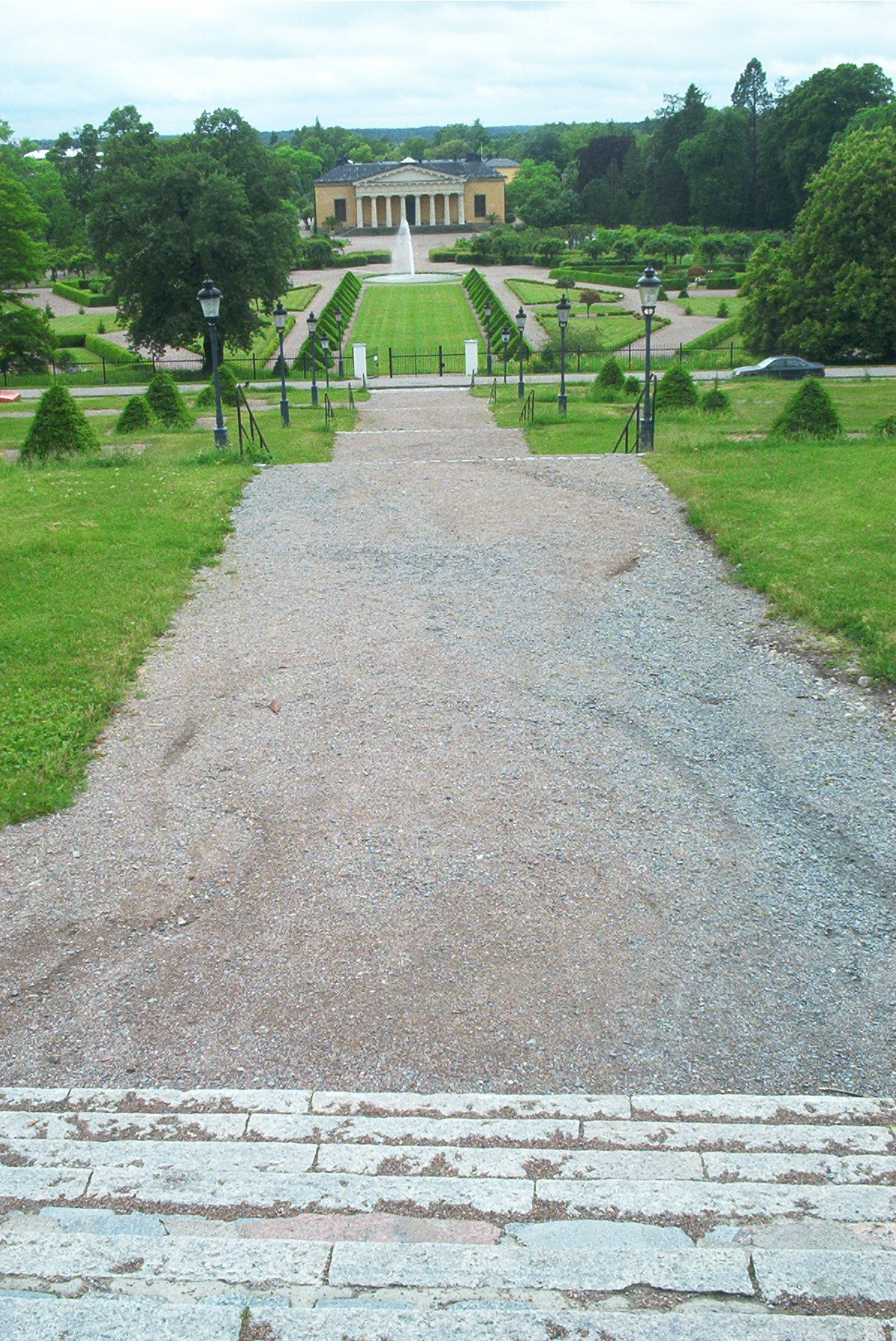
El Linnaeanum visto desde las terrazas del castillo.

El jardín del castillo era un jardín barroco diseñado en 1750 por el arquitecto Carl Hårlemann. El rey accedió a dar no solo la tierra, sino también una zona adicional al sur de Norbyvägen, y sufragar los costos de la universidad en la transformación a su nueva misión.
El rey Gustavo III firmó la concesión oficial el 17 de agosto de 1787. Ese día también, en una ceremonia marcada por los disparos de salvas de 128 cañones, el propio rey colocó una piedra para el jardín de invierno (sueco Orangeriet), que tenía en su interior un conjunto completo de las monedas de Suecia, así como medallas que muestran al rey, el príncipe heredero, y Linneo.
Todos los especímenes vegetales fueron trasladados desde el viejo jardín académico, que entonces cayó en una etapa de negligencia. 
Después de la muerte de Gustav III en 1792, el trabajo en el jardín y su jardín de invierno se ponían cuesta arriba debido a la falta de dinero para el mantenimiento del jardín. El invernadero fue finalmente inaugurado oficialmente el 25 de mayo de 1807, en honor al centenario del nacimiento de Linneo.

### El nuevo "Botaniska Trädgården"

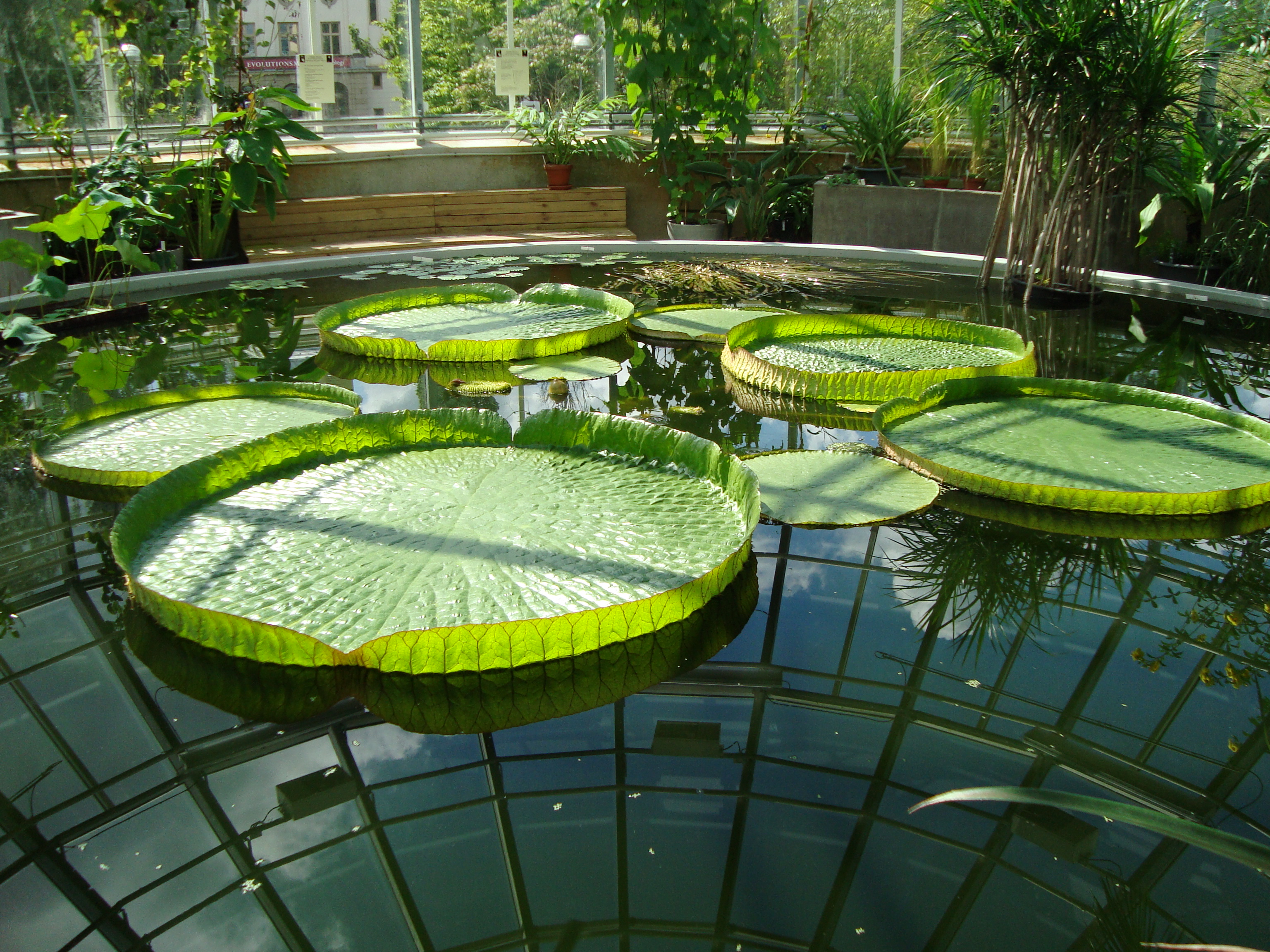
Lirios de agua de Victoria spp. en el invernadero topical del Botaniska trädgården

A principios del siglo XIX, los jardines botánicos se habían expandido desde sus orígenes medicinales. Ellos fueron vistos cada vez más como centros de investigación y los museos que muestran la diversidad de la vida. Linneo había mostrado muchos animales de su propia colección de animales salvajes en el Linnéträdgården, incluyendo un mapache domesticado y seis monos que vivían en pequeñas chozas fijados en postes. En 1802, el rey Gustavo IV Adolfo dio a los Botaniska Trädgården muchas curiosidades biológicas coleccionados por su abuela Lovisa Ulrika, que había sido un importante mecenas de Linneo.
Un león vivo llamado Leo también llegó del rey en 1802. Se encontraba en el Orangeriet, pero no prosperó, ni siquiera cuando se le ofreció (de acuerdo con los mejores conocimientos científicos de los días) pollos vivos. Murió por causas desconocidas en 1803. La Universidad de Uppsala continuó mostrando sus colecciones zoológicas en el Orangeriet hasta 1856, cuando se les trasladó a su Gustavianum.
Conforme avanzaba el siglo XIX, los jardines botánicos fueron vistos cada vez más como potenciales espacios públicos cuya apertura ofrecería beneficios cívicos. Aunque el "Botaniska Trädgården" sigue siendo un centro para la enseñanza universitaria y la investigación, sus objetivos se han ampliado para incluir la educación pública y la recreación. En cambio, por lo menos desde 1897 ha recibido un importante apoyo de fuentes gubernamentales. En 1935, el jardín y la construcción de invernadero fueron designados monumentos nacionales.
A partir del 2011, la Universidad de Uppsala abre para visitas públicas los tres de sus jardines botánicos, incluyendo el Botaniska Trädgården, cuya amplia base, invernadero (que ahora alberga un museo llamado "linnaeanum"), invernaderos tropicales (construido en 1930), y el jardín barroco (restaurado en la década de 1970 con el diseño original de Hårleman) atraen a más de 100.000 visitantes cada año.
Hoy, después de ser agrandado varias veces, el jardín botánico tiene una extensión de unas 13 hectáreas con más de 11 000 especies y cultivares de plantas procedentes de todo el mundo.

## Colecciones
Este jardín botánico alberga unas 12000 accesiones de plantas vivas, con unos 8000 taxones en cultivo.
Entre sus plantas hay representantes de Asia, América, y África. Siendo de destacar la Colecciones de :
- Anemone,
- Betula,
- Cotoneaster,
- Hosta,
- Paeonia,
- Sorbus,
- Saintpaulia,
- Plectranthus,

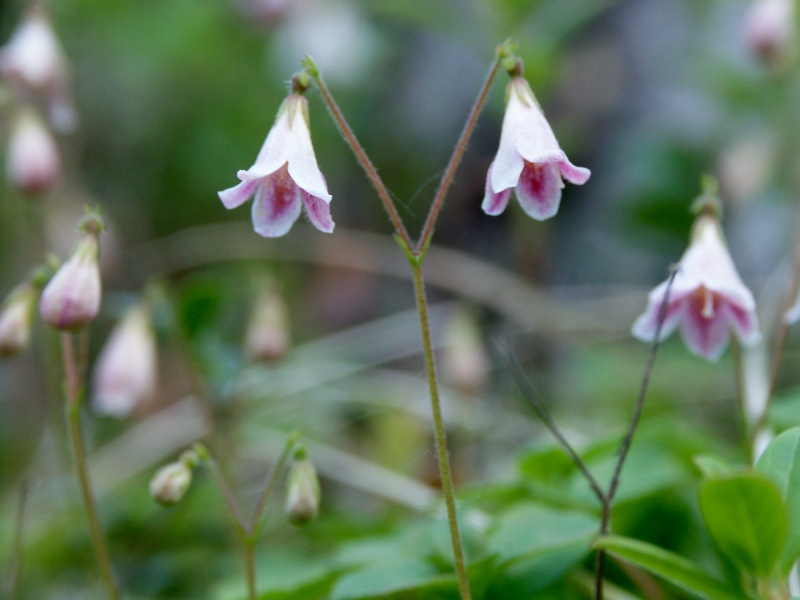
Linnaea borealis, flor lapona, que se convirtió en el símbolo de Linneo.

Que se encuentran agrupadas en diversas secciones: 
- Plantas de interés económico,
- Plantas de Escandinavia,
- Rocalla,
- Jardines áridos,
- Canales de piedra,
- Lechos de turba,
- Lechos de plantas anuales
- Jardines de pruebas áreas para la investigación y la educación.
- Orangerie,
- Invernadero tropical con cerca de 4 000 especies de las zonas climáticas más cálidas del mundo.

## Actividades
En este centro se despliegan una serie de actividades a lo largo de todo el año:
- Programas de conservación
- Programa de mejora de plantas medicinales
- Programas de conservación « Ex Situ »
- Biotecnología
- Estudios de nutrientes de plantas
- Ecología
- Conservación de Ecosistemas
- Programas educativos
- Etnobotánica
- Exploración
- Horticultura
- Restauración Ecológica
- Sistemática y Taxonomía
- Sostenibilidad
- Farmacología
- Mejora en el agricultura
- Index Seminum
- Exhibiciones de plantas especiales
- Sociedad de amigos del botánico
- Cursos para el público en general